# Lymantria kruegeri
Lymantria kruegeri är en fjärilsart som beskrevs av Turati 1912. Lymantria kruegeri ingår i släktet Lymantria och familjen tofsspinnare. Inga underarter finns listade i Catalogue of Life.